# Stasimon
Stasimon (gr. stásimon od stásimos – stojący, nieruchomy) – w starożytnym teatrze greckim pieśń wykonywana przez chór stojący na orchestrze, pod przewodnictwem koryfeusza. Stasima oddzielały partie dialogowo-monologowe odgrywane przez aktorów – epejsodia.